# حرب سيبرانية

تصور لهجمات الحرب السيبرانية عام 2009 ضد كوريا الجنوبية

حرب سبيرانية (بالإنجليزية: Cyberwarfare)‏ هي مصطلح يشير إلى استخدام الحواسيب وشبكة (الإنترنت) في مهاجمة الأعداء وهم يدعون بالمخترقين (hackers) وهناك منظمات في جميع أنحاء العالم، بالطبع ً ليس جميع المخترقين سارقين ففيهم من هو يسمى القرصان أبيض القبعة (الهكر الاخلاقي) وهو يقوم بالعادة بارجاع المواقع الشخصية وحماية وسد ثغرات الأنظمة، هناك جامعات كبرى تدرس هذا العلم بشرط ان يقسم الطالب على عدم استخدامه في الاضرار أو السرقة والجدير بالذكر أن الهكر الاخلاقي يدرس كيف يخترق ويدرس جميع فنون الهكر بالصورة العلمية أي أنه أكثر تطورا ودراية من الهكر الطبيعي واليوم تدور معارك على الشبكة (الإنترنت) وليس هناك نظام في العالم خال من الثغرات، مايكروسوفت تصارع من أجل البقاء ولدى مايكروسوفت فريق من أشهر الهكرز والكراكرز لسد ثغرات الوندوز وهي تقوم شهرياً باصدار ملف لصد فايروسات لايمكن صدها كــ سايسبر الذي هو دودة إذا أنتشرت في جهاز الجهاز يعدي أجهزة الشبكة جميعها!
وفي النهاية يجب علينا كمستخدمين أن نحرص على عدم حفظ أرقام المصرف في الجهاز ونتزود ببرامج الانتي فايروس ونحرص على تحديثها باستمرار ولكي نتخلص من فايروس سايسر يجب القيام بتحديث نظام التشغيل الخاص بجهازك .

## حروب تقنية المعلومات
منذ حوالي ربع قرن تغيرت المفاهيم وتنوعت القضايا التي تهم المواطنين العاديين والمثقفين والساسة وأصحاب القرار، نتيجة لتغيرات وتطورات كبيرة وسريعة في تقنية نقل وإنتاج وتخزين صناعة المعلومات، نتج عنها تحول كبير في الثقافات وشتى أساليب الحياة. وتحول العالم برمته إلى قرية صغيرة منفتحة ومتواصلة، وأصبحت المعلومات في متناول الجميع؛ وانتقلت ساحات الحروب والمشاحنات وما يحصل فيها من تعديات وظلم وقهر وإذلال للإنسانية بجميع فئاتها وأجناسها وأعمارها إلى صالات المعيشة في كل بيت وفي كل بقعة من العالم في صور حية، تُبث في معظم الحالات فور حدوثها، فالمشاهد الحية التي يمكن متابعتها من فلسطين المحتلة، أو العراق أو سجون "أبو غريب"، وسجن دلتا في جوانتنامو، وكثيراً مما شابهها من المناظر المزعجة، التي كثيراً ما تغيبها السياسة ويعتم عليها المعتدون؛ أصبحت بفضل الانفتاح الهائل الذي حققته تقنية صناعة المعلومات في متناول الجميع في لحظة وقوعها، ومثل هذه الصور والمناظر أثارت النفوس، وتنمي الحقد والكراهية لدى من يشاهدها.
سهَّل التطور التقني سبل الاتصال والتراسل بين جميع فئات المجتمعات، فتشكلت مجاميع ومنظمات - تعتمد على ما توفره وتسهله التقنية الحديثة - تعمل في شتى مجالات الخير والشر بعضها منظمات خيرية تهدف للصالح العام وتحرير الشعوب بطرق سلمية، وأخرى مهنية تهتم بحقول مختلفة من حقول العلم، والتقنية، والطب، يتبادل أعضاؤها المعلومات ونتائج البحوث والدراسات.
أما البعض الآخر فهو منظمات الشر والإرهاب التي تعمل على نشر فكرة، أو قضية، ترى أنها عادلة حسب مفاهيم المنظمين والمنظرين لها. وقد تكون بالفعل كذلك بصرف النظر عن مشروعية أساليبها التي قد تنحو منحىً غير إنساني وإجرامي، حيث أنها تكافح لاستعادة حق ضائع أو رد اعتداء من دولة أو عصابة أو منظمات أخرى، فتجد من يتعاطف معها ويدعمها بجميع مستويات الدعم، عندها تبدأ في تجنيد المحاربين وتدريبهم وبث روح الحماس فيهم، وتنظيمهم لينفذوا مهام متعددة الأشكال والنتائج لإرهاب أعدائهم دون الاهتمام بمن سيكون ضمن ضحاياهم من الأبرياء.
اختلف المفكرون والساسة ورجال الدين في تعريف هذه المنظمات؛ فهي في نظر البعض دعاة لتحرير الأرض، ورد الظلم، واستعادة الحقوق، وفي نظر الآخرين إرهابيون يهدفون إلى تدمير الحضارة الحديثة وقتل وإرهاب من لا يقر بادعاءاتهم. ومما يؤسف له، أن جميع هذه المنظمات تجد من يستمع لها، ويتعاطف معها، بل تجد من يضحي بنفسه، في سبيل تحقيق ما آمن به، وسيستمر ذلك، طالما أن هناك عدواناً واحتلالاً للشعوب، وانتشار الفساد بين البشر، واغتصاب المال العام دون وجه حق، وتفشي الظلم، وفقدان العدل.
ومهما كانت الأسباب والتعريفات والمعتقدات؛ فحقيقة الأمر أن البنية التحتية العالمية مهددة، والاختراقات والعبث بالمعلومات المخزنة أو المتداولة من خلال شبكات الاتصال في تزايد مستمر، لأهداف ومسببات شتى.

## السلام السيبراني
أدى ظهور الإنترنت كمجال حربي إلى بذل جهود لتحديد كيفية استخدام الفضاء الإلكتروني لتعزيز السلام. على سبيل المثال تدير لجنة الحقوق المدنية الألمانية (FIfF) حملة من أجل السلام السيبراني للسيطرة على الأسلحة السيبرانية وتقنية المراقبة وضد عسكرة الفضاء السيبراني وتطوير وتخزين المآثر الهجومية والبرامج الضارة. تشمل تدابير السلام الإلكتروني صانعي السياسات الذين يطورون قواعد ومعايير جديدة للحرب، ويقوم الأفراد والمنظمات ببناء أدوات جديدة وبنى تحتية آمنة، وتعزيز المصادر المفتوحة، وإنشاء مراكز الأمن السيبراني، ومراجعة الأمن السيبراني للبنية التحتية الحيوية، والالتزامات بالكشف عن نقاط الضعف، ونزع السلاح، واستراتيجيات الأمن الدفاعية واللامركزية والتعليم والتطبيق الواسع للأدوات والبنى التحتية ذات الصلة والتشفير والدفاعات الإلكترونية الأخرى.
تمت أيضًا دراسة موضوعات حفظ السلام عبر الإنترنت وصنع السلام عبر الإنترنت من قبل الباحثين، كطريقة لاستعادة وتعزيز السلام في أعقاب كل من الحرب الإلكترونية والحرب التقليدية.

## شكوك حول الوجود
في أكتوبر 2011، نشرت مجلة الدراسات الإستراتيجية، وهي مجلة رائدة في هذا المجال، مقالًا بقلم توماس ريد بعنوان "الحرب الإلكترونية لن تأخذ مكانها" والذي جادل فيه بأن جميع الهجمات الإلكترونية ذات الدوافع السياسية هي مجرد نسخ متطورة من التخريب أو التجسس أو التخريب - وأنه من غير المحتمل أن تحدث حرب إلكترونية في المستقبل.

## أنظر أيضاً
- أمن الحاسوب
- تجسس إلكتروني

## روابط خارجية
- NATO Cooperative Cyber Defence Centre of Excellence (CCDCOE)
- Cyberwar Twitter feed from Richard Stiennon
- Cyberwar News community by Reza Rafati

### فيديو
- "Sabotaging the System" video, "60 Minutes", 8 November 2009, CBS News, 15 minutes

### مقالات
- ABC: Former White House security advisor warns of cyber war
- Wall Street Journal: Fighting Wars in Cyberspace
- Will There Be An Electronic Pearl Harbor, PC World نسخة محفوظة 3 December 2009 على موقع واي باك مشين. by Ira Winkler, 1 December 2009
- Senate panel: 80 percent of cyberattacks preventable, Wired, 17 November 2009
- Duncan Gardham, 26 June 2009, Hackers recruited to fight 'new cold war', Telegraph UK
- Stefano Mele, Jan 2016, Cyber Strategy & Policy Brief (Volume 01 – January 2016)
- Stefano Mele, Jun 2013, Cyber-Weapons: Legal and Strategic Aspects (version 2.0)
- Stefano Mele, Sep 2010, Cyberwarfare and its damaging effects on citizens
- Cybersecurity: Authoritative Reports and Resources, US Congressional Research Service
- Why the USA is Losing The Cyberwar Against China, by Joseph Steinberg, VentureBeat, 9 November 2011
- Michael Riley and أشلي فانس, 20 July 2011, Cyber Weapons: The New Arms Race
- The Digital Arms Race: NSA Preps America for Future Battle, Der Spiegel, January 2015